# Renato Caocci
Renato Caocci (Olbia, 17 febbraio 1943) è un ex calciatore italiano, di ruolo difensore.

## Caratteristiche tecniche
Giocava come terzino.

## Carriera
Ha esordito in Serie A con la maglia della Juventus il 16 dicembre 1962 in Juventus-Modena (2-1).

## Palmarès

### Competizioni nazionali
- Campionato italiano Serie C: 1

Cagliari: 1961-1962 (girone B)
- Campionato italiano Serie D: 1

Olbia: 1974-1975 (girone F)

### Competizioni internazionali
- Coppa delle Alpi: 1

Juventus: 1963